# Functie (biologie)

Homologe structuren lijken qua bouw op elkaar maar vervullen niet altijd een vergelijkbare functie

Een functie is de taak of de werking die een deel van een levend systeem heeft. Het gaat vaak om een structuur of proces dat in de loop van de evolutie is ontstaan en daarbij een bepaald gunstig resultaat bereikt. De term wordt op verschillende niveaus gebruikt, van moleculaire tot ecologische schaal. In de fysiologie is 'functie' simpelweg wat een orgaan, cel of molecuul doet, zoals het rondpompen van bloed door het hart of het katalyseren van reacties door een enzym.
Binnen de evolutiebiologie heeft functie een specifiekere betekenis: het is datgene wat bijdraagt aan de overleving en voortplanting van het organisme, oftewel aan de verhoging van de fitness. Kenmerken die functioneel zijn voor een organisme en in de evolutie worden behouden, worden aangeduid als adaptaties. Kenmerken die geen functie hebben, maar wel geëvolueerd zijn – zogenaamde spandrels – kunnen oorspronkelijk geen functie hebben gehad maar later door evolutie een nieuwe rol krijgen.
In de filosofie van de biologie bestaan verschillende theorieën om het concept 'functie' nader te duiden. De drie meest gangbare benaderingen zijn de causale rol-theorie, die kijkt naar wat iets doet binnen een systeem; de selected effect-theorie, die zich richt op de evolutionaire geschiedenis van een kenmerk; en de doelbijdrage-theorie, die de functie beschrijft in termen van bijdrage aan het geheel.